# نامارونو
نامارونو (به لاتین: Namarunu) یک آتشفشان سپری در کنیا است که در شهرستان تورکانا واقع شده‌است. نامارونو ۸۱۷ متر بالاتر از سطح دریا واقع شده‌است.